# Clinteria klugi
Clinteria klugi är en skalbaggsart som beskrevs av Hope 1831. Clinteria klugi ingår i släktet Clinteria och familjen Cetoniidae.

## Underarter
Arten delas in i följande underarter:
- C. k. madurensis
- C. k. decora
- C. k. modesta
- C. k. rufipennis